# Ковпита
Ковпи́та — село в Україні, у Михайло-Коцюбинській селищній громаді Чернігівського району Чернігівської області. До 2016 орган місцевого самоврядування — Ковпитська сільська рада. Населення становить 1417 осіб.

## Історія
З болота Ковпит витікала р. Косовиця до с. Навози. Загадковий язичницький топонім Ковпит зв’язаний виключно з великими болотами. Ковпит- болото нечистої сили чаклунів і відьом. В південних слов'ян річка Колпит. З люстрації Любецького староства 1615 р. с. Ковпініца володів Григір Силич з жоною Томілою Разонкою.
На початку XVIII століття — 45 дворів. У 1782 році — монастирське село, 85 хат; 1886 року — 268 дворів, 1553 мешканці, церква, 3 постоялки, 20 вітряків. Калиточка була окремим селом. За переписом 1897 року — 2407 жителів, 366 дворів, церква, земська школа.
За даними на 1859 рік у козацькому й власницькому селі Чернігівського повіту Чернігівської губернії мешкало 1428 осіб (694 чоловічої статі та 734 — жіночої), налічувалось 193 дворових господарств, існували православна церква й пристань.
Станом на 1886 у колишньому державному й власницьке селі Пакульської волості мешкало 1553 особи налічувалось 268 дворових господарств, існували православна церква, 3 постоялих будинки, 20 вітряних млинів, олійний завод.
За переписом 1897 року кількість мешканців зросла до 2494 осіб (1252 чоловічої статі та 1242 — жіночої), з яких 2331 — православної віри.
Від 1917 року — у складі УНР. Від 1921 року — стабільний комуністичний режим. У 1923 році у селі народилося 160 (!) дітей. Ковпит був найзаможнішим селом серед сусідів. У 1924 році — 621 двір і 3135 жителів. Від голоду померло 144 людини. 1941—1943 — німецька адміністрація. При форсувані Дніпра у 1943 році багато воїнів померло від ран в 4 військових польових шпиталях. Поховані вони в братських могилах.
1973 рік — 769 дворів і 2687 мешканців.
З 1991 — у державі Україна.
У 2013—2014 роках низка мешканців села взяли участь у Революції гідності. 20 серпня 2014 представник сільської громади, боєць 1 окремої гвардійської танкової бригади ЗСУ Генадій Куц загинув під час виконання бойового завдання в зоні Антитеретористичної операції (АТО). Загалом участь в бойвих діях російсько-української війни брали близько 40 мешканців села Ковпити.
Кутки — Калитовка (сіверський культ Калити), Яхнівка; 
Урочища — Ревунов курган, Витов брод (на згадку про литовського князя Вітовта), х. Москаленчуков.
Неіснуючий х. Савчина Ґута.
12 червня 2020 року, відповідно до розпорядження Кабінету Міністрів України № 730-р «Про визначення адміністративних центрів та затвердження територій територіальних громад Чернігівської області», увійшло до складу Михайло-Коцюбинської селищної громади.
19 липня 2020 року, в результаті адміністративно-територіальної реформи та ліквідації Чернігівського району (1923—2020) Чернігівської області, увійшло до складу новоутвореного Чернігівського району.

## Населення

### Мова
Розподіл населення за рідною мовою за даними :
| Мова       | Кількість | Відсоток |
| ---------- | --------- | -------- |
| українська | 1387      | 97.88%   |
| російська  | 29        | 2.05%    |
| білоруська | 1         | 0.0?%    |
| Усього     | 1417      | 100%     |

## Пам'ятки
У селі на Алеї героїв встановлений пам'ятний стенд на честь Жабинського Дмитра та Авдєєнка Петра — генерал-майора, Героя Радянського Союзу, командира 51-го стрілецького корпусу 38-ї армії Воронезького фронту. У братській могилі похований Герой Радянського Союзу І. Н. Грачов. На його честь названо одну з центральних вулиць села.

## Відомі уродженці
- Стеченко Дмитро Миколайович (10 грудня 1937 року) — український економіко-географ, доктор економічних наук, професор Київського національного університету імені Тараса Шевченка;
- Генадій Куц (1990—2014) — боєць 1-ї окремої гвардійської танкової бригади ЗСУ, загинув під час виконання бойового завдання в зоні проведення Антитеретористичної операції (АТО) під Луганськом.